# Tiêu Vọng Đông
Tiêu Vọng Đông (tiếng Trung: 萧望东; Wade–Giles: Hsiao Wang-tung; tháng 8 năm 1910 - 11 tháng 5 năm 1989) là một nhà cách mạng Cộng sản Trung Quốc và là trung tướng của Quân Giải phóng Nhân dân Trung Quốc (PLA). Ông đã phục vụ một thời gian ngắn làm Bộ trưởng Bộ Văn hóa Trung Quốc vào đầu Cách mạng Văn hóa, trước khi bị bức hại và bị bỏ tù trong chín năm.

## Thuở nhỏ và sự nghiệp thời chiến
Tiêu Vọng Đông sinh vào tháng 8 năm 1910 tại Cát An, Giang Tây, Trung Quốc. Tên ban đầu của ông là Tiêu Huệ Tồn (萧惠存), và ông cũng sử dụng tên Tiêu Khắc (萧克). Ông gia nhập Đoàn Thanh niên Cộng sản Trung Quốc vào tháng 11 năm 1927. Vào tháng 7 năm 1929, ông gia nhập Đảng Cộng sản Trung Quốc và Hồng quân Công nông Trung Quốc. Tháng 10 năm 1934, ông tham gia vào Vạn lý Trường chinh, và đến miền bắc Thiểm Tây một năm sau đó.
Trong Chiến tranh Trung-Nhật lần thứ hai, ông là Giám đốc của Bộ Chính trị thuộc Sư đoàn thứ tư của Tân Tứ quân, dưới quyền chỉ huy của Bàng Tuyết Phong, và sau đó cùng chức vụ trong Sư đoàn thứ hai có trụ sở tại vùng Hoài Hà, dưới quyền chỉ huy của La Bính Huy. Trong cuộc nội chiến Trung Quốc, ông đã tham gia vào một số trận đánh lớn ở Hoa Đông.

## Cộng hòa Nhân dân Trung Hoa
Từ tháng 4 năm 1949 đến tháng 11 năm 1952, Tiêu Vọng Đông từng là Bí thư Đảng Cộng sản vùng Tô Bắc (miền Bắc Giang Tô) và là ủy viên Bộ chính trị của Quân khu Tô Bắc. Từ tháng 11 năm 1952 đến tháng 7 năm 1953, ông là Phó Bí thư Tỉnh ủy Giang Tô. Từ năm 1953 đến năm 1965, ông phục vụ trong Quân khu Đông Trung Quốc, sau đó là Quân khu Nam Kinh, như một ủy viên chính trị. Vào tháng 9 năm 1955, ông là một trong những nhóm chỉ huy Quân Giải phóng Nhân dân Trung Quốc đầu tiên được trao cấp bậc trung tướng.
Vào tháng 4 năm 1965, Tiêu Vọng Đông được bổ nhiệm làm Thứ trưởng Bộ Văn hóa Trung Quốc, dưới quyền Bộ trưởng Lục Định Nhất. Sau khi Lục Định Nhất bị thanh trừng vào đầu Cách mạng Văn hóa, ông giữ quyền bộ trưởng tháng 5 năm 1966. Mặc dù ông là một quan chức quân sự, ông đã đi theo Lưu Thiếu Kỳ và cố gắng hạn chế sự gián đoạn của Hồng vệ binh. Vào tháng 2 năm 1967, ông bị tố cáo là phản cách mạng và theo đường lối chủ nghĩa tư bản. Ông bị thanh trừng và sau đó bị giam trong chín năm. Cấp trên của ông là Đào Chú tìm cách bảo vệ ông, cũng bị thanh trừng.
Ông đã được phục hồi về chính trị vào cuối cuộc Cách mạng Văn hóa và trở thành Ủy viên Chính trị của Quân khu Tế Nam từ năm 1976 đến năm 1982. Năm 1977, ông là ủy viên Quân ủy Trung ương Trung Quốc. Ông cũng được bầu làm ủy viên dự khuyết của Uỷ ban Trung ương Đảng Cộng sản Trung Quốc khóa XI (1977–1982). Ông trở thành ủy viên của Ủy ban Cố vấn Trung ương Đảng Cộng sản Trung Quốc năm 1982. Năm 1987, ông tiếp tục là ủy viên của Ủy ban Cố vấn Trung ương Đảng Cộng sản Trung Quốc.
Tiêu Vọng Đông qua đời tại Bắc Kinh ngày 11 tháng 5 năm 1989.